# Jambon d’Auvergne
Pour les articles homonymes, voir Auvergne.
Le Jambon d'Auvergne est une charcuterie produite en Auvergne qui bénéficie de la protection d'une indication géographique protégée depuis 2016. C'est un jambon sec dont l’affinage atteint ou dépasse huit mois. Ses arômes sont renforcés par un étuvage et une pointe d’ail dans le sel de salage.

## Aire délimitée
Du salage à l'affinage, toutes les étapes de fabrication du Jambon d’Auvergne doivent être réalisées dans une aire géographique précise. Celle-ci comprend les départements  du Cantal, de la Haute-Loire, du Puy-de-Dôme, la moitié sud de l’Allier ainsi que certaines communes du Lot et de la Corrèze comme le canton d'Ussel.
Ce territoire correspond à une  zone de moyenne Montagne au relief accidenté et au climat contrasté. La tradition de l'élevage des porcs y est multiséculaire. À l’origine, la fabrication était domestique et paysanne, elle se déroulaiten l’hiver. Du fait de l’altitude, les températures basses en cette saison permettaient une bonne conservation de la viande et le régime des vents assurait une ventilation efficace propice au séchage des jambons.

## Obtention du label
Le dossier de reconnaissance en Indication géographique protégée a abouti le 2 mars 2016 après 14 ans de démarches.

## Mode de production
Ce jambon cru est produit à partir d’une cuisse de porc charcutier sélectionné et préparé. Le jambon est recouvert de gros sel et d'un peu d'ail pendant deux à trois semaines. Le sel est ensuite enlevé et le jambon est mis au repos dans un local frais, il n’est jamais fumé. Lors de sa mise au sel, la cuisse fraîche est parée mais n'est pas désossée ; elle pèse au minimum 8,5 kg.  Le jambon est ensuite placé en étuve (15 à 30 °C) pendant quelques jours. Il est ensuite pendu au frais dans les séchoirs pendant au moins huit mois. En fin d’affinage, son poids avec os est au minimum de 6 kg.

## Caractéristiques
Une fois tranché, le  Jambon d’Auvergne laisse apparaître une partie maigre de couleur rouge à rouge foncé, bordée d’une fine couche de gras de couverture.
Son odeur et son goût sont caractéristiques du porc séché, elles s’intensifient avec la durée de l’affinage et s’accompagnent d’arômes de type noisette, voire un léger parfum d’ail.

## Commercialisation
La commercialisation peut se faire en jambon entier à l'os ou désossé, en quart de jambon ou tranché, en barquette ou à la coupe chez les détaillants ou grandes surfaces.